# Swertia emeiensis
Swertia emeiensis là một loài thực vật có hoa trong họ Long đởm. Loài này được Ma miêu tả khoa học đầu tiên năm 1980.